# Omnia mea mecum porto
«Всё своё ношу с собой» (лат. Omnia mea mecum porto) — достаточно распространённая крылатая фраза Цицерона. Смысл выражения заключается в том, что настоящее богатство человека — это духовное богатство, знания и умения.
Эту фразу Цицерон приписывает одному из семи мудрецов Бианту (590—530 до н. э.), сказанную, когда его родной город Приена был взят персами. Неприятель разрешил жителям покинуть город. Грекам также было разрешено взять с собой любые вещи, но при условии не пользоваться повозками, лошадьми, буйволами и прочей тягловой силой. И жители спасались бегством, унося с собой свой скарб, и за толпой беглецов, еле тащивших на себе тяжёлое имущество, спокойно шёл налегке мудрец Биант. Один из персов спросил у него: «Где твои вещи, старик, ты прожил такую долгую жизнь и неужели не нажил богатства?», на что старик, указав палкой на лоб, ответил: «Всё своё ношу с собой».
Афоризм Бианта предельно лаконично выражает мысль: подлинной собственностью человека может быть только то, что человек имеет внутри себя. Эта идея становится одной из центральных в философии киников и стоиков. У киников пренебрежение материальным миром становится самоцелью и приобретает порой гипертрофированные формы:
«Увидев однажды, как мальчик пил воду из горсти, он выбросил из сумы свою чашку, промолвив: “Мальчик превзошел меня простотой жизни”. Он выбросил и миску, когда увидел мальчика, который, разбив свою плошку, ел чечевичную похлёбку из куска выеденного хлеба» (Диоген Лаэртский. О жизни, учениях и изречениях знаменитых философов. Кн. 6, 2). Платон назвал Диогена из Синопа «Сократом, сошедшим с ума».
Стоики создали идеал мудреца, равнодушного ко всему внешнему и гордого своей внутренней свободой. «Смотри на всё человеческое как на мимолётное и кратковечное: то, что было вчера ещё в зародыше, завтра уже мумия или прах. Итак, проведи оставшийся момент времени в согласии с природой, а затем расстанься с жизнью так же легко, как падает созревшая олива – славословя природу, её породившую, и с благодарностью к произведшему её древу» (Марк Аврелий. Наедине с собой. Кн. 4, 48).
Согласно альтернативной версии происхождения фразы Omnia mea mecum porto, правитель Македонии Деметрий I Полиоркет, захватив Мегары, распорядился охранять дом философа Стильпона и возвратить ему разграбленное добро; но когда он спросил у Стильпона об убытках, тот ответил, что убытков не было: воспитания у него никто не отнял, и знания его и разум остались при нём.